# Mechtelt van Lichtenberg
Mechtelt van Lichtenberg, född 1520, död 1598, var en nederländsk konstnär (målare).